# Vall de Prahova
La vall de Prahova (en romanès: Valea Prahovei) és una vall en la qual discorre el riu Prahova entre les muntanyes Bucegi i les muntanyes de Baiu a la serralada dels Carpats. Es tracta d'una regió turística situada a uns 100 km al nord de la ciutat cabdal de Bucarest.
Geogràficament, el riu Prahova separa la cadena dels Carpats de l'Est dels Carpats del Sud. Històricament, el corredor va ser el més important pas entre els principats de Valàquia i Transsilvània.